# Jorge Rafael Videla
Jorge Rafael Videla Redondo (Mercedes, 2 de agosto de 1925 — Buenos Aires, 17 de maio de 2013) foi um general argentino e ditador de seu país entre 1976 e 1981. Chegou ao poder em um golpe de estado que depôs a presidente María Estela Martínez de Perón em 24 de março de 1976, iniciando uma ditadura na Argentina. Seu período no poder esteve marcado  por repressão política, violações aos direitos humanos, perseguição a opositores, censura, torturas e mortes. Estima-se que mais de 30.000 pessoas foram mortas ou desapareceram durante o seu regime militar na Argentina, que durou até 1983. 
Em 22 de novembro de 2010, Jorge Rafael Videla foi julgado por crimes contra a humanidade, condenado a prisão perpétua e destituído da patente militar pela morte de 31 prisioneiros que ocorreram após o seu golpe de estado.

## Biografia e carreira
Videla entrou para o Colégio Militar Nacional em 3 de março de 1942 e graduou-se em 21 de dezembro de 1944 com a patente de segundo-tenente. Após a promoção estável para o cargo de oficial subalterno de infantaria, ele frequentou a Escola Superior de Guerra entre 1952 e 1954 e se formou como oficial do Estado Maior qualificado. Videla atuou no Ministério da Defesa de 1958 a 1960 e posteriormente dirigiu a Academia Militar até 1962. 
Em 1971, ele foi promovido a general de brigada e nomeado por Alejandro Agustín Lanusse como diretor do Colégio Militar Nacional. No fim de 1973, o chefe do Exército, Leandro Anaya, designou Videla como o Chefe do Estado Maior do Exército. Entre julho e agosto de 1975, Videla foi o chefe do Estado-Maior Conjunto das Forças Armadas da Argentina. Em agosto de 1975, a então presidente, Isabelita Perón, designou Videla para a posição sênior do Exército, a de general-comandante do Exército.

### O golpe
O então tenente-general Videla foi nomeado comandante em chefe do exército pela presidente María Estela Martínez de Perón, Isabelita, em 1974. Videla encabeçou o golpe de estado de 24 de março de 1976 que sustituiu Isabelita por uma junta militar, formada por ele próprio, representando o Exército, o almirante Emilio Eduardo Massera pela Marinha e o brigadeiro general Orlando Ramón Agosti pela Força Aérea, dando início ao autodenominado Proceso de Reorganización Nacional.
Em 29 de março assumiu a Presidência da Nação, que ocuparia até ser substituído pelo general Viola em 1981, pelo forte desgaste público de sua imagem e desavenças no seio da cúpula militar.

### Direitos humanos
Na década de 1970, a Argentina passava por uma fase de crescente exacerbação do conflito social. No início de 1974, o governo argentino começou a usar o exército para tarefas de segurança anti-subversiva. Em 1975, devido às atividades do grupo guerrilheiro comunista Exército Revolucionário do Povo na província argentina de Tucumán, a então Presidente Isabel Perón assinou o Decreto nº 261/75 que ordenava ao exército "realizar operações militares necessárias para os fins de neutralizar e / ou aniquilar as ações dos elementos subversivos na província de Tucumán". Com a consolidação da ditadura após o golpe contra Isabel Perón, os decretos do governo anterior são modificados, eliminando qualquer referência à "neutralização":
Aplique poder de combate com violência máxima para aniquilar criminosos subversivos onde eles estão. A ação militar é sempre violenta e sangrenta. O criminoso subversivo que empunha armas deve ser aniquilado sem aceitar a rendição.
As violações aos direitos humanos durante a ditadura foram frequentes e graves; o plano de repressão sistemática da oposição política e ideológica, combatida como subversão foi um dos elementos-chave na imposição e desenvolvimento do Proceso de Reorganización. No curso deste, a supressão do direito à ampla defesa, os encarceramentos ilegais, as torturas e os assassinatos de opositores foram moeda corrente, sobretudo nos núcleos urbanos de maior presença estudantil.
Durante o governo de Raúl Alfonsín foi instituída a Comissão Nacional de Pessoas Desaparecidas (CONADEP) para investigar e documentar o sucedido. Com base nos achados da mesma, Videla e outros membros do governo militar foram condenados pela justiça.

### Conflito com o Chile
Durante o governo militar, o conflito limítrofe entre Argentina e Chile acerca da soberania sobre três ilhas no Canal de Beagle (Ilhas Picton, Lennox e Nueva) estava pendente de resolução e submetido ao laudo da Coroa Britânica.
Em 1977 foi ditada uma resolução desfavorável à Argentina, o que provocou uma reação imediata do governo militar. A guerra pareceu iminente no ano de 1978, e a tensão não diminuiu até a intervenção da Santa Sé. O Papa João Paulo II abriu um novo processo de mediação, nomeando como representante pessoal o cardeal Antonio Samoré, o que permitiu a desmobilização das tropas.
O conflito não se resolveria até a assinatura do Tratado de Paz e Amizade de 1984. A soberania chilena sobre as ilhas é hoje indiscutível.

### Política econômica
José Alfredo Martínez de Hoz conduziu a economia durante toda a presidência de Videla. Suas medidas econômicas, baseadas na abertura dos mercados e no desmantelamento da legislação trabalhista vigente, contribuíram para o desmantelamento dos sindicatos e a polarização das diferenças de classe. Mesmo Martínez de Hoz tendo posteriormente negado sua implicação com as atividades repressivas do Proceso, argumenta-se que as mesmas foram necessárias para conter o descontentamento popular com os resultados econômicos. Devido à eliminação das barreiras tarifárias, a queda da produção industrial e o saldo negativo da situação exterior de Argentina durante o Proceso, o valor nominal da dívida externa se multiplicou por quatro.

### A batalha da imagem
O Processo enfrentou um desafio maior ao tratar de recompor sua imagem pública no exterior. Diversos grupos de opositores exilados e alguns governos denunciaram reiteradamente a situação dos direitos humanos na Argentina. O governo contraatacou com o slogan Los argentinos somos derechos y humanos (Os argentinos somos direitos e humanos) e atribuiu as críticas a uma campanha antiargentina.
Em 19 de maio de 1976 Videla protagonizou um discutível almoço com um grupo de intelectuais argentinos, Ernesto Sábato, Jorge Luis Borges, Horacio Esteban Ratti (presidente da Sociedade Argentina de Escritores) e o padre Leonardo Castellani, onde alguns dos presentes expressaram sua preocupação sobre escritores detidos ou desaparecidos.
A Copa do Mundo de 1978 foi o cenário ideal para que a ditadura tentasse ganhar o respaldo popular. O triunfo da Seleção permitiu a Videla, receber a aclamação da multidão congregada no Monumental de Núñez, estádio do River Plate, ao entregar a Copa à equipe argentina.
Entre os dias 6  e 20 de setembro de 1979, a Comissão Interamericana de Direitos Humanos visitou o país, e recebeu denúncias dos afetados pelos desaparecimentos e outros abusos e se encontrou com membros do governo e da oposição.
Em 1980, o dirigente da organização Servicio Paz y Justicia (SERPAJ), Adolfo Pérez Esquivel recebeu o Prêmio Nobel da Paz, expondo ainda mais ao mundo as violações aos direitos humanos na Argentina.

### Relação com a Justiça
Como resultado das tensões entre as três forças armadas pela repartição do poder, Videla foi afastado do cargo. Foi substituído na presidência pelo Chefe do Estado Maior do Exército, Roberto Viola.
Dois anos depois de restabelecer-se o regime democrático na Argentina, em 1983, foi julgado e declarado culpado pelo assassinato e o desaparecimento de milhares de cidadãos durante sua gestão presidencial. Foi sentenciado à prisão perpétua, desabilitação absoluta perpétua e destituição da patente militar em 1985.
A Câmara Federal Criminal e Correcional o considerou  penalmente responsável por numerosos homicídios qualificados, 504 privações ilegais da liberdade qualificadas, aplicações de torturas, roubos qualificado, falsidades ideológicas de documento público, usurpações, reduções à condição de escravo, extorsão, seqüestros extorsivos, supressão de documentos, subtrações de menores, e torturas seguidas de morte. A sentença foi confirmada pela Corte Suprema de Justiça em 1986.
Videla passou apenas cinco anos na prisão. Em 1990, o então presidente Carlos Saúl Menem fez uso da faculdade presidencial do indulto para ditar sua libertação, junto com a de outros membros de juntas militares e chefes da polícia da Província de Buenos Aires e do dirigente montonero Mario Eduardo Firmenich, através dos decretos 2741/90 e 2742/90. Menem argumentou ser necessário "superar os conflitos passados" para justificar sua atitude.
Em 1998, Videla regressou à prisão, por curto período, pois um juiz determinara que as questões de subtração de menores durante a chamada Guerra Suja constituíam crimes de lesa humanidade, sendo, portanto, imprescritíveis. O ex-presidente passou 38 dias na Prisão de Caseros até que lhe foi concedido o direito à prisão domiciliar, em atenção à sua idade.
Em 2003 os decretos de indulto presidencial que o haviam beneficiado foram julgados nulos, por se entender incabível o perdão de crimes contra a humanidade, e em 2008 Videla foi novamente recolhido à prisão, ao se tornar definitiva a anulação dos atos de perdão presidencial.

### Prisão perpétua
Em 22 de dezembro de 2010, foi condenado à prisão perpétua por crimes de lesa-humanidade durante o período em que esteve à frente da ditadura militar na Argentina. A prisão e a acusação referem-se principalmente à morte de 31 prisioneiros que ocorrem após seu golpe de estado.
Ao entregar a sentença, a juíza Maria Elba Martínez pronunciou que Videla representava "uma manifestação de terrorismo de Estado". Durante o julgamento, Videla disse que "os inimigos do passado estão no poder e, de lá, tentam estabelecer um regime marxista" na Argentina.
Além de todas as condenações já sofridas, em julho de 2012 ele foi condenado a mais 50 anos de prisão por roubo de bebês durante a ditadura militar. A justiça argentina, depois de mais um ano de julgamento, o considerou culpado de ter comandado um plano sistemático de roubo de recém-nascidos tirados de seus pais, presos políticos mortos ou desaparecidos. Além dele, outros acusados neste caso, entre civis e militares, também foram condenados a penas variando entre 5 e 50 anos de prisão. Com mais essa sentença, ele perdeu o direito de continuar solicitando o benefício da liberdade condicional, permitido na Argentina a partir dos 20 anos de reclusão.

### Admissão de mortes
Em 2012, durante entrevista dada ao jornalista argentino Ceferino Reato, Videla admitiu que foi o responsável direto pelas "mortes e desaparecimentos de entre 7 mil e 8 mil pessoas" durante seu governo. Disse também que "Eu sabia tudo o que estava acontecendo e autorizei tudo" e "Tenho peso na alma, mas não estou arrependido de nada".

## Morte
Videla morreu em 17 de maio de 2013 aos 87 anos, no cárcere da prisão de Marcos Paz, onde cumpria pena de prisão perpétua por crimes cometidos durante seu governo na ditadura militar argentina. A causa da morte deveu-se a uma parada cardíaca provocada pelas lesões e fraturas que sofreu cinco dias antes, quando caiu no banho. Foi encontrado morto sentado no vaso sanitário de sua cela, após quadro de diarreia aguda desde o dia anterior.  Foi sepultado no Parque Memorial, em Buenos Aires.